# Burniszki
Burniszki – wieś w Polsce położona w województwie podlaskim, w powiecie suwalskim, w gminie Wiżajny, nad jeziorem Wiżajny.
W latach 1975–1998 miejscowość administracyjnie należała do województwa suwalskiego.
W okresie międzywojennym stacjonowała tu strażnica Korpusu Ochrony Pogranicza.